# Bulgária nos Jogos Olímpicos de Verão de 1980
A Bulgária competiu nos Jogos Olímpicos de Verão de 1980, realizados em Moscou, União Soviética.